# Vombatide
Vombatidele (Vombatidae sau Phascolomyidae) sunt o familie de mamifere marsupiale terestre, nocturne, greoaie, cu aspectul unor urși de dimensiune mai mică, cu picioare pentadactile scurte și coadă scurtă. Au un marsupiu care se deschide înainte. Formula lor dentară este 1•0•1•4/1•0•1•4 = 24, nu au canini, iar regimul  alimentar erbivor. Sunt răspândite în regiunile muntoase din Australia și insulele de la sudul său, unde își sapă vizuini în pământ. Cea mai bine cunoscută specie este Vombatus ursinus, vombatul (vombatul) comun.

## Descrierea
După aspectul exterior vombații  se aseamănă cu urșii mici: corpul gros,  scurt, scund și greoi.
Aceștia sunt marsupiale de mărime medie. Lungimea cap + trunchi = 67—120 cm; coada este rudimentară sau scurtă (sub 5,5 cm); greutatea = 15-40 kg. Longevitatea până la 26 de ani (Vombatus ursinus).
Capul este îngroșat și lat. Nasul golaș, lipsit de peri (Vombatus ursinus) sau acoperit cu păr (Lasiorhinus). Urechile de mărime medie sunt scurte, rotunjite sau ascuțite.
Membrele sunt scurte și groase, puternice, aproximativ de aceeași lungime, cu cinci degete (pentadactile), prevăzute cu gheare mari. Primul deget de la picioarele posterioare este slab dezvoltat și lipsit de gheare. Al doilea și al treilea deget de la picioarele posterioare sunt parțial sudate între ele.
Blana aspră și țepoasă, fără puf la vombații cu peri aspri (Vombatus) și moale și mătăsoasă cu păr pufos la vombații cu blană moale (Lasiorhinus). Culoarea blănii variabilă de la un exemplar la altul: gălbuie, cenușie-argintie, cafenie sau neagră (Vombatus) sau cenușie, cafenie sau neagră pe spate (Lasiorhinus). 
Mamelele, în număr de două, sunt adăpostite de marsupiul relativ bine dezvoltat, cu deschiderea către partea posterioară a corpului.
La vombați  s-au găsit saci bucali slab dezvoltați. Stomacul simplu cu glande cardiace specializate (sau o pată glandulară)  în curbura mică a stomacului - o trăsătură particulară a vombaților, întâlnită și la ursuleții koala și la castori.
Formula dentară: 1•0•1•4/1•0•1•4 x 2 = 24, iar regimul  alimentar erbivor. Dinții hipselodonți cu o creștere continuă. Incisivii de dimensiuni mari, acoperiți cu smalț doar anterior și lateral. De dinții jugali ei sunt separați de o diastemă. Nu au canini. Premolarii și molarii mari, cu tuberculi mici pe suprafața de masticație (bilofodonți). Particularitățile masticației este asemănătoare cu cea a rozătoarelor.
Craniul masiv, turtit.  Numărul vertebrele la vombații cu peri aspri (Vombatus): 7 cervicale, 15 toracice, 4 lombare, 4 sacrale și 10-12 caudale, în timp ce la vombații cu blană moale (Lasiorhinus) 7, 13, 6, 4, 15-16 respectiv. Atlasul nu este închis pe partea ventrală. Vombații cu peri aspri (Vombatus) au 15 coaste, iar vombații cu blană moale (Lasiorhinus) 13.
Numărul diploid de cromozomi este de 14.

## Comportamentul
Vombații cu greu pot fi observați în natură, fiind animale terestre nocturne, prudente și sperioase.
Deși tereștri, vombații sunt și foarte buni săpători de galerii, dar foarte bine se pot și adăposti între stânci, pe sub trunchiuri. Își sapă galerii lungi și adânci în soluri afânate și pe sub straturi de piatră; au fost descrise galerii complicate cu o lungime mai mare de 30 m. Scormonesc pământul cu labele anterioare și îl aruncă afară cu cele posterioare, iar cu incisivii puternici taie rădăcinile pe care le întâlnesc în cale. În fundul galeriilor își fac un culcuș pentru noapte și vreme rea din iarbă și scoarță de copac. Aproape de ieșirea din galerie vombații de obicei își amenajează locurile de odihnă – un alt culcuș, unde le place să facă băi de soare. Locurile de odihnă și le aleg la adăpostul unui trunchi doborât sau lângă un arbore.  
Sunt iuți în mișcări, putând fugi cu viteză mare pe distanțe scurte. Fuga lor rapidă, pe distanțe scurte, seamănă cu un fel de galop; obosesc însă foarte repede și atunci pot fi prinși ușor.
Cu toate că sunt sălbatici în stare liberă, nesuportând să fie atinși, aruncând înapoi cu picioarele posterioare și scoțând un mârâit șuierat, în captivitate devin jucăuși și afectivi față de stăpâni.
De obicei vombații trăiesc solitari, fiecare individ având teritoriul său de activitate; nu stau perechi decât în perioada de reproducere. La o privire superficială, indivizii unei populații pot apărea ca alcătuind o colonie, dar în cadrul ei, aceștia nu-și încalcă teritoriile.

## Hrana
Regimul  alimentar este erbivor.
Vombații se hrănesc mai ales cu ierburi, scoarță și rădăcini de plante superioare, dar și cu alge. Au preferințe pentru muguri și semințe încolțite, pe care le scot răscolind pământul cu labele anterioare.
Pot doborî arbori mari, la fel cum fac și castorii. Spre locurile unde își procură hrana duc cărări bătătorite.

## Reproducerea
Reproducerea are loc o singură dată pe an.
Gestația durează aproximativ 22 zile. Femelele gestante nasc în ianuarie-iulie un singur pui, gemenii fiind foarte rari.
Puiul rămâne în punga mamei 6-9 luni (marsupiu) până în decembrie, când el este acoperit complet cu păr. Puii devin independenți abia în vara anului următor.

## Răspândirea și habitatul
Vombații trăiesc în păduri, savane și stepe și, în general, în ținuturile înierbate din zonele de joasă altitudine (câmpii) și cele deluroase și montane.
Sunt răspândiți în sud-estul Australiei, Tasmania și Insula Flinders din strâmtoarea Bass.

## Starea de conservare
Numărul vombaților în ultimii ani a scăzut foarte mult din cauza stârpirii lor directe de către om. Pentru că produceau pagube în recolte, omul i-a distrus; apoi mulți vombați au fost omorâți de câini și pisici sau de otrava pusă pentru combaterea șobolanilor, care adeseori își găseau refugiul în galeriile acestor marsupiale.
În prezent în stare liberă, în natura, sunt rari. 

## Importanța
Vombatul cu blană moale sudic (Lasiorhinus latifrons) și vombatul cu peri aspri (Vombatus ursinus) sunt considerați uneori ca dăunători ai agriculturii, din cauza pagubele pe care le provoacă culturilor și gardurilor.
Se adaptează ușor la viața în captivitate; de aceea sunt folosiți ca animale de apartament. Băștinașii din Insula King au reușit să-i îmblânzească, încât din marsupiale sălbatice și nocturne au devenit diurne: merg ziua în pădure pentru a se hrăni și se întorc seara la locuințele stăpânilor.
Pielea vombaților cu blană moale este comercializată, iar aborigenii fac din ea fâșii cu care își leagă părul. Pentru a-i prinde, localnicii își fac câte un paravan din vreascuri, pe care îl situează în vecinătatea ascunzișurilor și îi pândesc până ies în căutare de hrană. 

## Specii
Familia cuprinde 2 genuri actuale și 3 specii: 
- Vombatus = Vombații cu peri aspri, Vombații cu nas gol

- Vombatus ursinus = Vombatul cu peri aspri, Vombatul comun, Vombatul cu nas gol

- Lasiorhinus = Vombații cu blană moale, Vombații cu nas păros

- Lasiorhinus krefftii = Vombatul cu blană moale nordic, Vombatul cu nas păros nordic
- Lasiorhinus latifrons = Vombatul cu blană moale sudic, Vombatul cu nas păros sudic

- †Rhizophascolomus
- †Phascolonus
- †Warendja
- †Ramasayia

## Galerie

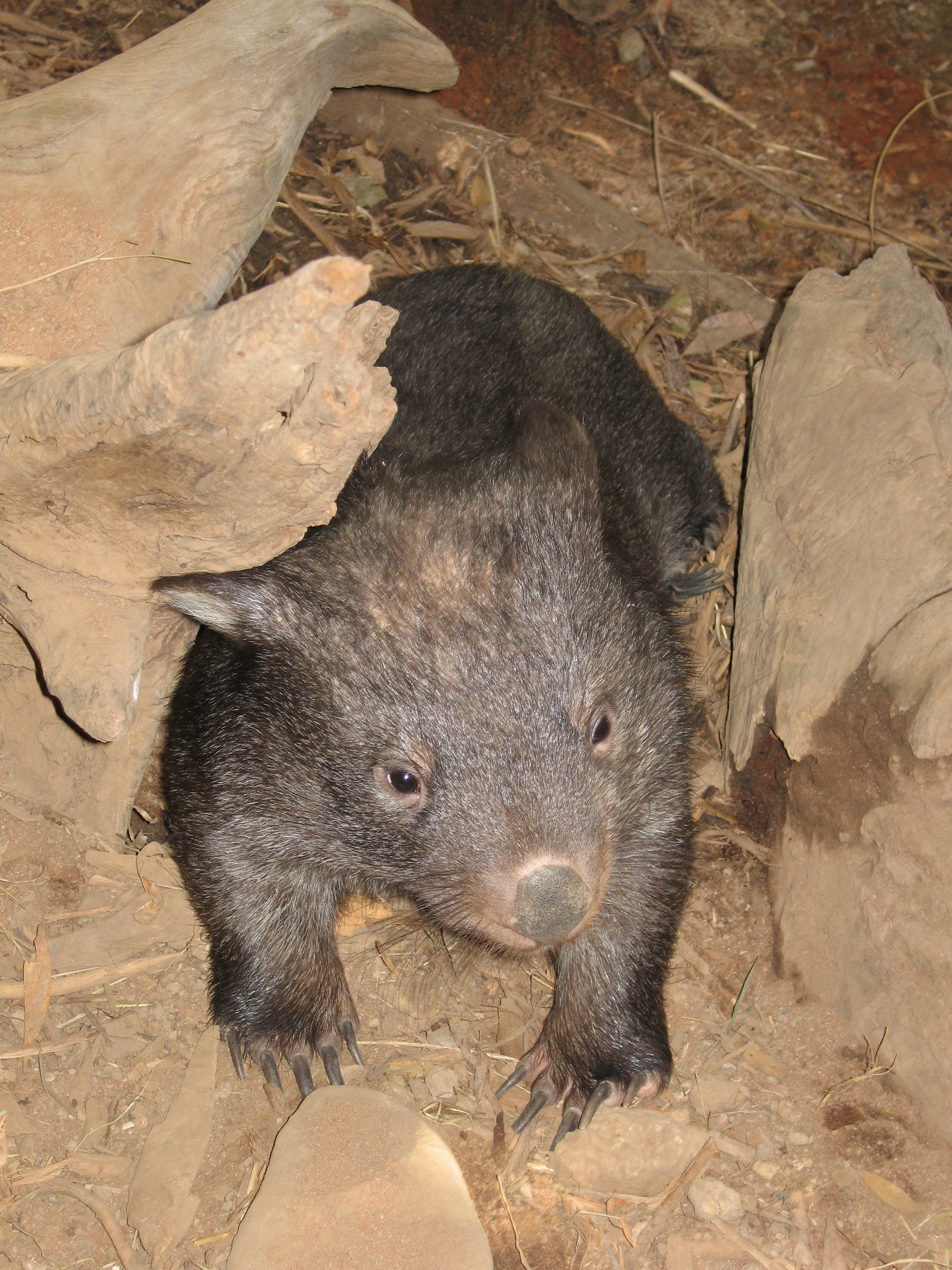
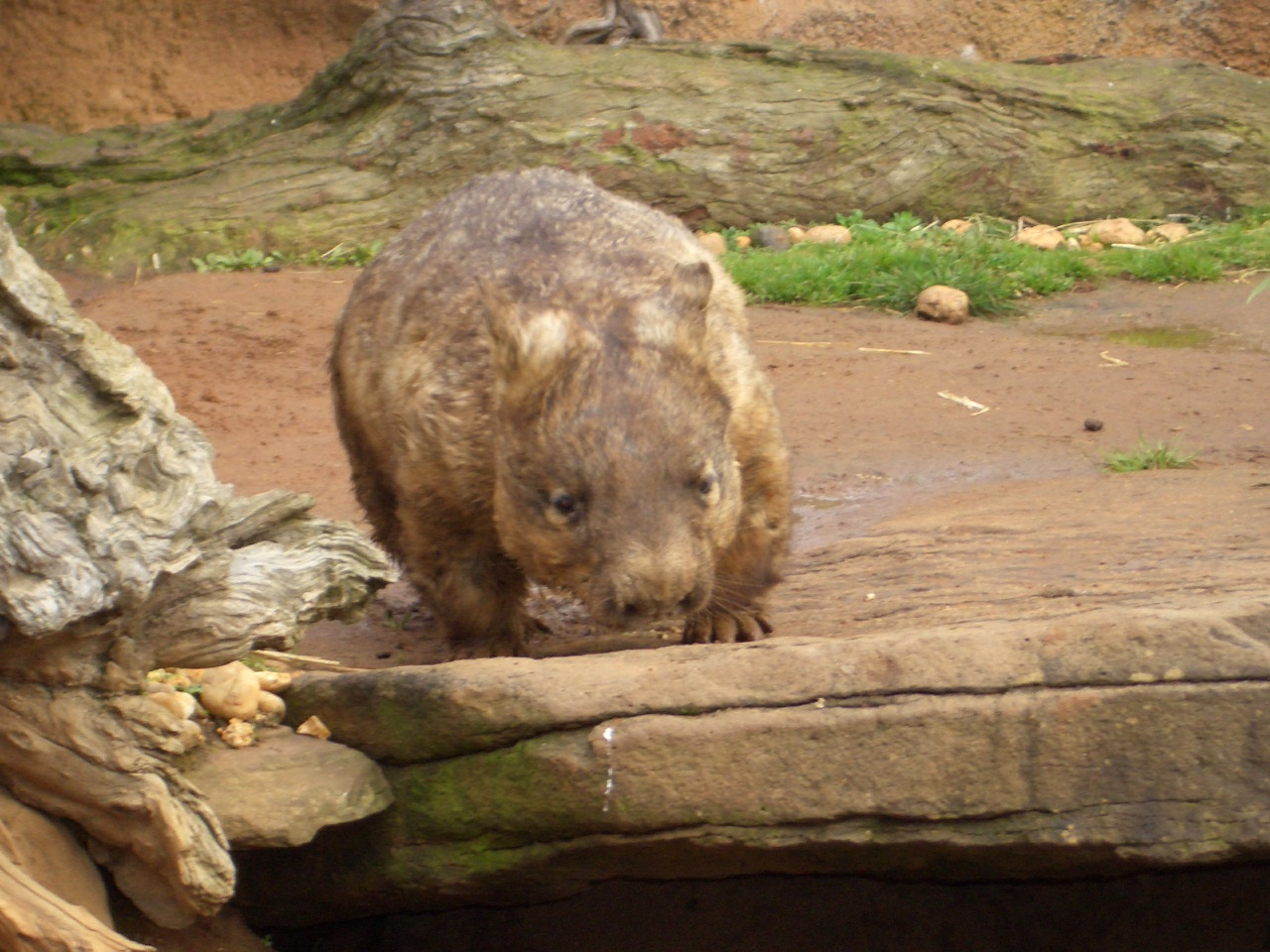
Vombat la Grădina Zoologică Melbourne
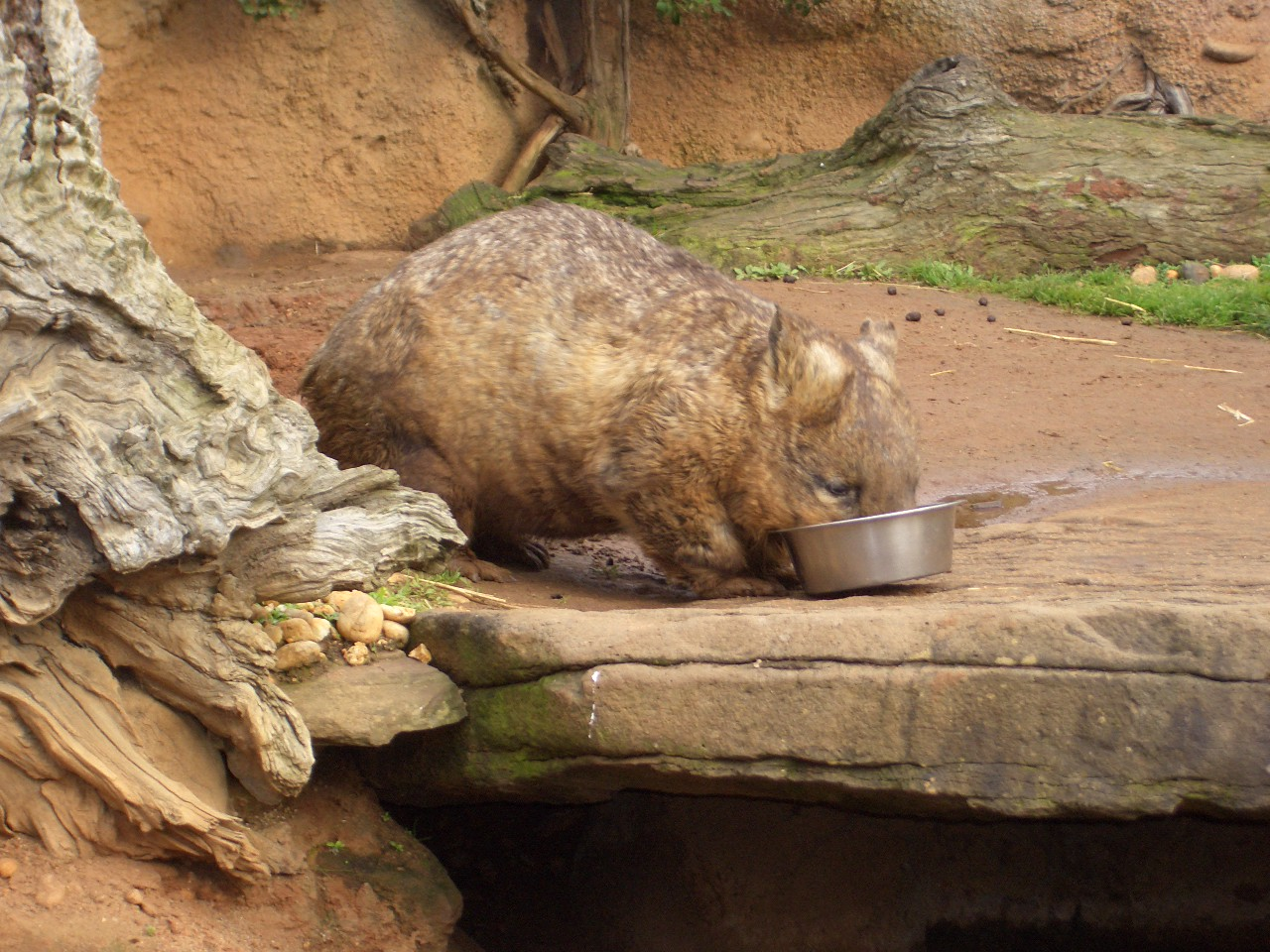
Vombat mâncând la Grădina Zoologică Melbourne